# Stanisław Szarek
Stanisław J. Szarek (Lądek-Zdrój, Polônia, 13 de novembro de 1953) é um matemático polonês, professor de matemática da Case Western Reserve University nos Estados Unidos (desde 1983) e da Universidade Pierre e Marie Curie na França (desde 1996). Suas áreas de pesquisa envolvem geometria convexa e análise funcional.
Obteve um mestrado na Universidade de Varsóvia em 1976 e um doutorado na Academia de Ciências da Polônia 1979, orientado por Aleksander Pełczyński. Continuou na Academia de Ciências da Polônia como pesquisador durante quatro anos antes de assumir um cargo  na faculdade de Case, onde é atualmente Kerr Professor of Mathematics.
Szarek ganhou uma medalha de ouro na Olimpíada Internacional de Matemática em 1971. Foi palestrante convidado do Congresso Internacional de Matemáticos em Madrid (2006). Em 2007 ganhou o Langevin Prize da Académie des Sciences. Em 2012 tornou-se um dos fellows inaugurais da American Mathematical Society e em 2017 recebeu a Sierpiński medal.